# Ko e Iki he Lagi

Niue címere

Niue zászlaja

A "Ko e Iki he Lagi" Niue sziget nemzeti himnusza, 1974 óta. Címe magyarra fordítva annyit jelent: "Istenünk a mennyben".

## Szövege
Ko e lki he Lagi
Kua fakaalofa mai
Ki Niue nei, ki Niue nei
Kua pule totonu
E Patuiki toatu
Kua pule okooko ki Niue nei
Ki Niue nei, ki Niue nei
Ki Niue nei, ki Niue nei
Ki Niue nei, ki Niue nei
Ki Niue nei
Kua pule okooko ki Niue nei
Kua pule ki Niue nei

## Magyarra fordítva
Az Úr a mennyben
Aki szereti
Niuét
Aki uralkodik kedvesen
Mindenható
Aki uralkodik egész Niue fölött
Niue fölött, Niue fölött
Niue fölött, Niue fölött
Niue fölött, Niue fölött
Niue fölött
Aki uralkodik egész Niue fölött
Aki uralja Niuét

## Forráshivatkozás
- https://web.archive.org/web/20150208220254/http://vagahauniuetrust.com/wp-content/uploads/2014/09/Screen-shot-2014-08-19-at-9.39.26-AM.pdf